# IAMU
IAMU Blaj este o companie care produce mașini-unelte portabile acționate electric, din România.
A fost înființată în anul 1972, purtând numele de Intreprinderea de Accesorii pentru Mașini-Unelte și având ca obiect de activitate fabricarea și livrarea de produse de mecanică fină din categoria accesoriilor, echipamentelor și elementelor de completare pentru mașini-unelte și a componentelor de tehnică liniară.
Principalii acționari ai firmei sunt SIF Banat-Crișana, cu 76,7% din acțiuni, și SIF Oltenia, cu aproape 20%.
Compania a avut o cifră de afaceri de 5,7 milioane euro în primele nouă luni din anul 2006.
Cifră de afaceri:
- 2014: 73,57 milioane lei
- 2015: 73,99 milioane lei
- 2016: 73,82 milioane lei

Profit:
- 2014: 4,7 milioane lei
- 2015: 5,9 milioane lei
- 2016: 6,27 milioane lei

Număr de angajați:
- 2014: 696 angajați
- 2015: 724 angajați
- 2016: 713 angajați